# Sven Winter
Sven Winter (* 21. Juni 1998) ist ein deutscher Volleyball- und Beachvolleyballspieler. 2021 wurde er deutscher Beachvolleyball-Meister.

## Karriere Halle
Winter spielte Hallenvolleyball in seiner Heimat bei der FT 1844 Freiburg, mit der er mehrfach Süddeutscher Jugendmeister wurde und an Deutschen Jugendmeisterschaften teilnahm. 2013/14 hatte er seine ersten Einsätze im Zweitligateam der Freiburger. Mit der U18-Auswahl Baden-Württembergs gewann er 2014 im hessischen Biedenkopf den Bundespokal. Von 2014 bis 2016 spielte der Universalspieler beim Zweitligisten VYS Friedrichshafen. Winter war auch in der Junioren-Nationalmannschaft aktiv.

## Karriere Beach
Winter ist seit 2012 auch im Beachvolleyball aktiv. Mit Oliver Hein gewann er 2013 die deutsche U17-Meisterschaft und wurde 2014 Dritter bei der deutschen U18-Meisterschaft. An der Seite von Niklas Stooß gewann Winter 2014 den U17-Bundespokal und wurde deutscher U17-Meister. Mit Julius Thole wurde er 2014 in Kiel deutscher U19-Meister und in Kristiansand U18-Europameister. 2015 verteidigten Thole/Winter den deutschen U19-Meistertitel. Mit Milan Sievers erreichte Winter 2015 den neunten Platz bei der U18-Europameisterschaft in Riga. 2016 wurden Sievers/Winter in Kiel deutscher U19-Meister und belegten den fünften Platz bei den U19-Weltmeisterschaften in Larnaka. An der Seite von Julius Thole wurde Winter bei den U20-Europameisterschaften 2016 in Antalya Fünfter. Zusammen mit Niklas Rudolf gewann er das CEV-Satellite-Turnier in Dijon. 2017 hatte Winter an der Seite von Tim Holler beim 3-Star-Turnier in Kisch seinen ersten Auftritt auf der FIVB World Tour.
Mit Alexander Walkenhorst belegte er im Mai beim Smart Super Cup in Münster den dritten Platz. Beim Smart Beach Cup in Nürnberg verletzte sich Winter an der Schulter und fiel nach einer Operation für den Rest der Saison aus. 2018 starteten Walkenhorst/Winter auf der World Tour (dritter Platz in Kisch) und auf der nationalen Techniker Beach Tour (jeweils Finalist in Nürnberg und in Kühlungsborn). Bei der deutschen Meisterschaft erreichten sie den fünften Platz. Auf der Techniker Beach Tour 2019 gewann Winter mit Lars Lückemeier das Turnier in Dresden, nachdem Walkenhorst wegen einer Handgelenksverletzung ausgefallen war. Danach wurde Jonathan Erdmann Winters temporärer Partner für den Rest der Saison. Mit einer Wildcard ausgestattet, startete das Interimsduo bei der Weltmeisterschaft in Hamburg. Außerdem nahmen sie an einigen Turnieren der FIVB World Tour und an fast allen weiteren Turnieren der Techniker Beach Tour teil, wo sie in Kühlungsborn Zweite wurden. Beim Turnier in Zinnowitz trat Winter allerdings mit Jefferson Santos Pereira an und wurde Zweiter. Zum Saisonabschluss wurden Winter/Erdmann deutsche Vizemeister in Timmendorfer Strand.

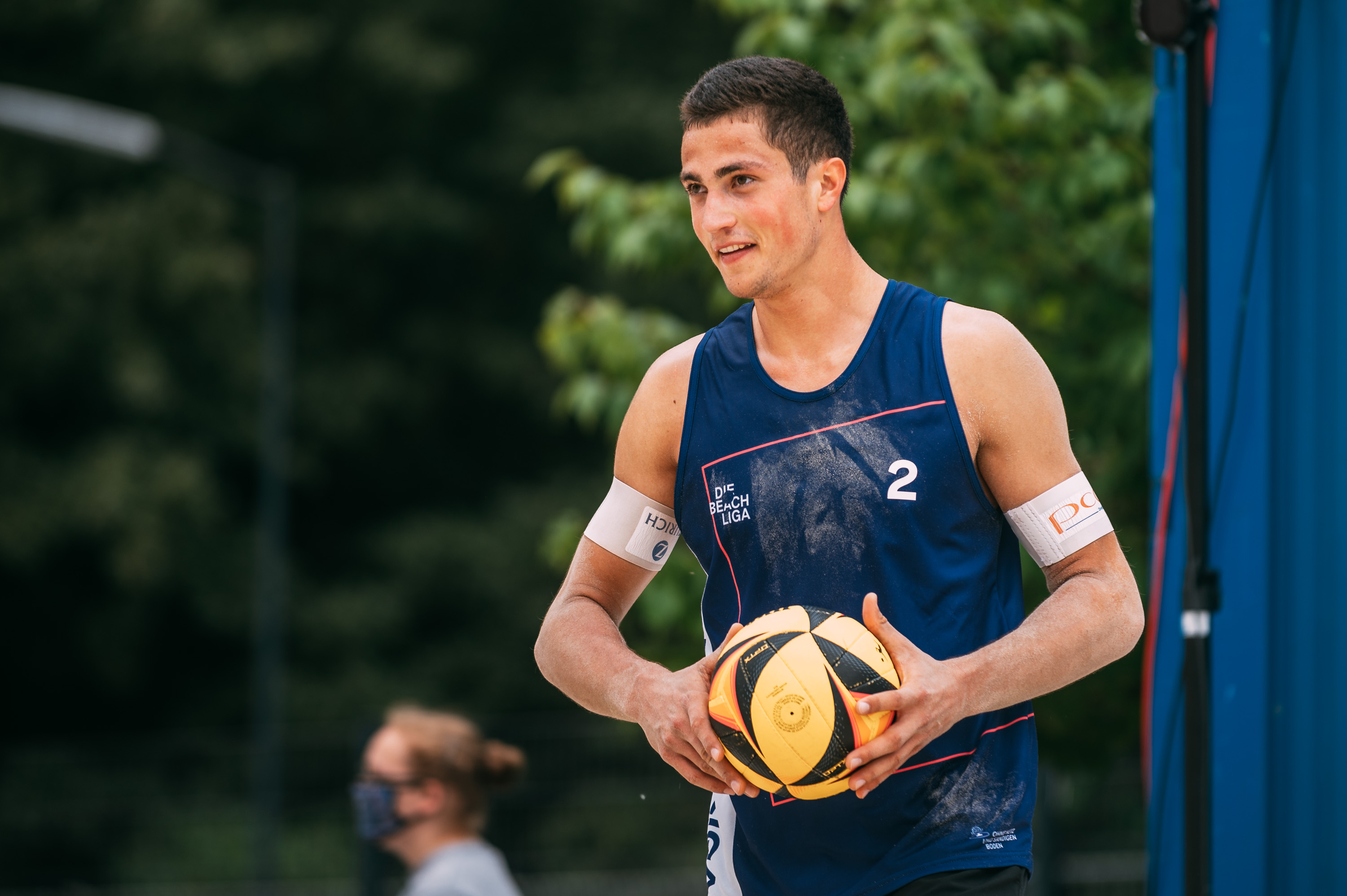
2020 Beach-Liga Düsseldorf

Nach Walkenhorsts Genesung trennte sich Winter wieder von Erdmann und entschloss sich zur weiteren Zusammenarbeit mit Walkenhorst. Im November 2019 erreichten Walkenhorst/Winter beim FIVB 4-Sterne-Turnier in Chetumal den vierten Platz. Im Juni/Juli nahmen sie an der ersten Ausgabe der Beach-Liga teil und unterlagen im Finale gegen Dirk Westphal und Max Betzien. Bei der deutschen Meisterschaft 2020 erreichten Walkenhorst/Winter den dritten Platz.
Anfang 2021 nahmen die beiden an der von Walkenhorst mitausgerichteten German Beach Trophy teil und setzten sich im Playoff-Finale in Düsseldorf gegen Betzien/Schneider durch. Im Finale des zweiten Turniers im Frühjahr 2021 gelang Walkenhorst/Winter die Titelverteidigung gegen Rudy Schneider und Nejc Zemljak. Im letzten Qualifikationsturnier um einen Startplatz für die Olympischen Spiele 2020 gingen Walkenhorst/Winter mit Ehlers/Flüggen an den Start und schieden im Halbfinale gegen den späteren Sieger Schweiz aus. Bei der deutschen Meisterschaft am Timmendorfer Strand gewannen Walkenhorst/Winter nach einem Finalsieg gegen Bergmann/Harms den Titel. Dies war gleichzeitig der letzte gemeinsame Auftritt des Teams Walkenhorst/Winter. Walkenhorst trat sportlich kürzer, um sich auf seine anderen Aktivitäten konzentrieren zu können.
Seit 2022 bildete Winter mit dem ehemaligen Hallen-Bundesligisten Paul Henning am DVV-Stützpunkt in Hamburg ein Duo. Im Mai gewannen Henning/Winter das zweite Turnier der German Beach Tour 2022 in Düsseldorf.
Auf der World Beach Pro Tour 2023 standen Henning/Winter bei den Future-Turnieren in Satun und Madrid im Finale, konnten beide Spiele aber nicht gewinnen. Beim Elite16-Turnier in Hamburg erreichte das Duo das Viertelfinale. Bei der deutschen Meisterschaft wurden sie Dritte.
Seit Ende 2023 ist Lukas Pfretzschner Winters Partner. Bei den Challenge-Turnieren auf der Beach Pro Tour erreichten sie in Goa Platz vier und in Chiang Mai Platz fünf. Beim Start der Beach Pro Tour 2024 im April erreichten Pfretzschner/Winter bei den Challenge-Turnieren in Guadalajara Platz zwei und in Xiamen Platz drei. Im Sommer wurden sie bei den Elite16-Turnieren Neunte in Ostrava, Dreizehnte in Gstaad und Neunte in Wien. Auf der German Beach Tour 2024 gewannen sie das Turnier in Düsseldorf und wurden Dritte in München. Die Europameisterschaft in den Niederlanden im August mussten sie wegen einer Verletzung Pfretzschners gleich im ersten Spiel abbrechen. Bei der deutschen Meisterschaft erreichte Winter an der Seite von Daniel Kirchner Platz fünf.